# رودلف كيرنر
رودلف كيرنر (بالألمانية: Rudolf Kerner)‏ هو ضابط شرطة ألماني، ولد في 21 فبراير 1910 في ساربروكن في ألمانيا، وتوفي في 1998.